# 브라이턴 & 호브 앨비언 FC
브라이턴 & 호브 앨비언 풋볼 클럽(영어: Brighton & Hove Albion Football Club)은 잉글랜드의 프로축구 구단으로 이스트서식스주 브라이턴앤드호브를 연고지로 하고 있다.
1901년에 창단하여 1920년에 풋볼 리그에 참가하기 전까지 서던 리그에서 뛰었다. 이 클럽은 1979년부터 1983년까지 전성기를 누렸는데 이때 풋볼 리그 1부에서 활동했으며 1983년에는 FA컵 결승전까지 올라갔다. 결승전에서는 맨체스터 유나이티드에게 패배하였다. 같은 해에 그들은 1부 리그에서 강등을 당하였다. 그 후 미숙한 운영으로 브라이턴은 풋볼 리그에서 풋볼 콘퍼런스까지 내려갔다. 이후 새로운 인수자가 부채를 청산하고 2002년에는 다시 2부 리그까지 올라갔다.
팀의 닉네임은 "Seagulls"로 갈매기란 뜻이다. 1970년대에는 잠시 전부 흰색으로 된 유니폼을 입었지만 전통적으로 파란색과 흰색의 세로줄 유니폼을 입는다. 40마일이나 떨어져 있는 크리스털 팰리스를 가장 큰 라이벌로 여기고 있다.
아르헨티나 축구 국가대표팀이 2022년 FIFA 월드컵에서 우승하는 바람에 팀 창단 이래 사상 최초로 FIFA 월드컵 우승 선수를 배출한 팀이 되었으며 해당 선수는 알렉시스 마크 알리스테르이다.

## 선수

### 1군 선수 명단
2024년 8월 30일 기준
참고: FIFA 자격 규정에 따라 소속된 국가대표팀 국기를 표시합니다. 선수는 복수의 FIFA 비회원국 국적을 가지고 있을 수 있습니다.
| 번호 | 포지션 | 국적     | 이름               |
| ---- | ------ | -------- | ------------------ |
| 1    | GK     |          | 바르트 페르브뤼헌  |
| 2    | DF     | 가나     | 타리크 램프티      |
| 3    | DF     |          | 이고르 줄리우      |
| 4    | DF     | 잉글랜드 | 아담 웹스터        |
| 5    | DF     | 잉글랜드 | 루이스 덩크 (주장) |
| 6    | MF     | 잉글랜드 | 제임스 밀너        |
| 7    | MF     | 잉글랜드 | 솔리 마치          |
| 8    | MF     |          | 브라얀 그루다      |
| 10   | FW     | 파라과이 | 훌리오 엔시소      |
| 14   | FW     |          | 조르지뇨 뤼터      |
| 15   | MF     |          | 야쿠프 모더        |
| 17   | MF     | 감비아   | 얀쿠바 민테        |
| 18   | FW     | 잉글랜드 | 대니 웰벡          |

| 번호 | 포지션 | 국적         | 이름                |
| ---- | ------ | ------------ | ------------------- |
| 20   | MF     | 카메룬       | 카를로스 발레바     |
| 22   | MF     |              | 미토마 가오루       |
| 23   | GK     | 잉글랜드     | 제이슨 스틸         |
| 24   | MF     | 코트디부아르 | 시몽 아딩라         |
| 25   | MF     |              | 맷 오라일리         |
| 26   | MF     |              | 야신 아야리         |
| 27   | MF     |              | 마츠 비퍼르         |
| 28   | FW     | 아일랜드     | 에반 퍼거슨         |
| 29   | DF     |              | 얀 폴 판 헤케       |
| 30   | DF     | 에콰도르     | 페르비스 에스투피냔 |
| 32   | MF     |              | 캐머런 퓨피언       |
| 34   | DF     |              | 요엘 펠트만         |
| 41   | MF     | 잉글랜드     | 잭 힌셸우드         |
| —    | DF     | 튀르키예     | 페르디 카디올루     |

### 임대 선수 명단
참고: FIFA 자격 규정에 따라 소속된 국가대표팀 국기를 표시합니다. 선수는 복수의 FIFA 비회원국 국적을 가지고 있을 수 있습니다.
| 번호 | 포지션 | 국적     | 이름                                         |
| ---- | ------ | -------- | -------------------------------------------- |
| 16   | MF     | 에콰도르 | 헤레미 사르미엔토 (번리로 임대)              |
| 19   | DF     |          | 발렌틴 바르코 (세비야로 임대)                |
| 31   | MF     | 세네갈   | 압달라 시마 (브레스트로 임대)                |
| 33   | MF     | 잉글랜드 | 아마리오 코지어듀베리 (블랙번 로버스로 임대) |
| 36   | MF     | 아일랜드 | 앤드루 모런 (스토크 시티로 임대)             |
| 39   | GK     | 잉글랜드 | 칼 러시워스 (헐 시티로 임대)                 |

| 번호 | 포지션 | 국적 | 이름                                   |
| ---- | ------ | ---- | -------------------------------------- |
| 40   | MF     | 말리 | 말리크 얄쿠예 (슈투름 그라츠로 임대)   |
| —    | GK     |      | 톰 맥길 (MK 던스로 임대)               |
| —    | GK     |      | 키엘 스헤르펀 (슈투름 그라츠로 임대)   |
| —    | MF     |      | 파쿤도 부오나노테 (레스터 시티로 임대) |
| —    | MF     | 가나 | 이브라힘 오스만 (페예노르트로 임대)    |

## 역대 감독
| 감독                       | 임기        |
| -------------------------- | ----------- |
| 브라이언 클러프            | 1973 ~ 1974 |
| 구스타보 포예트            | 2009 ~ 2013 |
| 오스카르 가르시아 후니엔트 | 2013 ~ 2014 |
| 사미 휘피애                | 2014        |
| 크리스 휴턴                | 2014 ~ 2019 |

## 우승 경력
- 풋볼 리그 3부 / 풋볼 리그 1

우승 (3): 1957-58, 2001-02, 2010-11
- 풋볼 리그 3부 (구 풋볼 리그 4부)

우승 (2): 1964-65, 2000-01
- 서던 풋볼 리그

우승 (1): 1909-10
- FA 채리티 실드

우승 (1): 1910